# Мален
Мален (енгл. Mullan) град је у америчкој савезној држави Ајдахо.

## Демографија
По попису из 2010. године број становника је 692, што је 148 (-17,6%) становника мање него 2000. године.
| Група             | 2000.       | 2010.       |
| Белци             | 795 (94,6%) | 651 (94,1%) |
| Афроамериканци    | 0 (0,0%)    | 0 (0,0%)    |
| Азијати           | 2 (0,2%)    | 1 (0,1%)    |
| Хиспаноамериканци | 24 (2,9%)   | 15 (2,2%)   |
| Укупно            | 840         | 692         |